# Mozart: Rondo Concertante hegedűre és zenekarra
W. A. Mozart B-dúr Rondo Concertante hegedűre és zenekarra, K. 269 (261) c. alkotása 1776-ban készült.
Mozart ezt a rondó Antonio Brunetti (vezető hegedűs Salzburgban) részére írta. Javaslata szerint a B-dúr hegedűverseny végére sokkal jobban illik egy Rondó, mint még egy szonátaformájú tétel. Ez az a mű, amelyet Mozart apjának írt 1777. szeptember 25-én kelt levelében „Brunettinak íródott” műként emleget.
A rondó téma egyébként a Kis semmiségek egyik táncaként is megjelenik.
Manapság ezt teljesen különálló darabként játsszák, míg a B-dúr koncertet eredeti lassú tételével.